# Acanthorrhynchium loucoubense
Acanthorrhynchium loucoubense là một loài Rêu trong họ Sematophyllaceae. Loài này được (Besch.) M. Fleisch. mô tả khoa học đầu tiên năm 1923.